# Trzonolinowiec we Wrocławiu
Dom Trzonowo-Linowy („Trzonolinowiec”), czasem nazywany „Linowcem” – zabytkowy, modernistyczny budynek we Wrocławiu przy ul. Tadeusza Kościuszki 72-74 (róg ul. Dworcowej), zbudowany w latach 1961–1967.

## Opis
Trzonolinowiec ma 12 kondygnacji, na których mieszczą się 44 mieszkania. Budynek powstał na podstawie projektu Andrzeja Skorupy i Jacka Burzyńskiego, który został jednak znacznie zmodyfikowany i zubożony między innymi przez zmniejszenie przeszkleń. Jest to jeden z niewielu tego typu budynków w Europie, podstawą jego konstrukcji jest żelbetowy trzon, przenoszący pionowe obciążenia ściskające na podstawę budynku. Na nim osadzone są stropy w postaci kwadratowych platform zawieszonych (w początkowej konfiguracji) na dwunastu stalowych linach. Liny – elementy rozciągane zamocowane są do szczytu trzonu i przenoszą na niego ciężar stropów, są także zakotwione na poziomie parteru dla usztywnienia konstrukcji. Najniższe piętro zawieszone jest nad niezabudowaną przestrzenią wokół trzonu. W przeciwieństwie do tradycyjnych budynków, które budowane są od dołu, trzonolinowiec budowany był od najwyższego piętra. Poszczególne kondygnacje, zbudowane na poziomie parteru z gotowych prefabrykatów, podnoszone były przez siłowniki hydrauliczne projektu T. Tenidowskiego. W budynku zastosowano eksperymentalny system ogrzewania gorącym powietrzem pompowanym do pustki konstrukcyjnej podłogi.
Wisząca na linach konstrukcja została w 1974 roku usztywniona (projekt wzmocnienia trzonolinowca powstał na Politechnice Wrocławskiej). Liny obudowano betonem, a na parterze wzmocnione stalowymi słupami. Wymienione zostały również ściany osłonowe i wewnętrzne.

Budynek otrzymał tytuł Wrocławskiego Domu Roku za 1967.

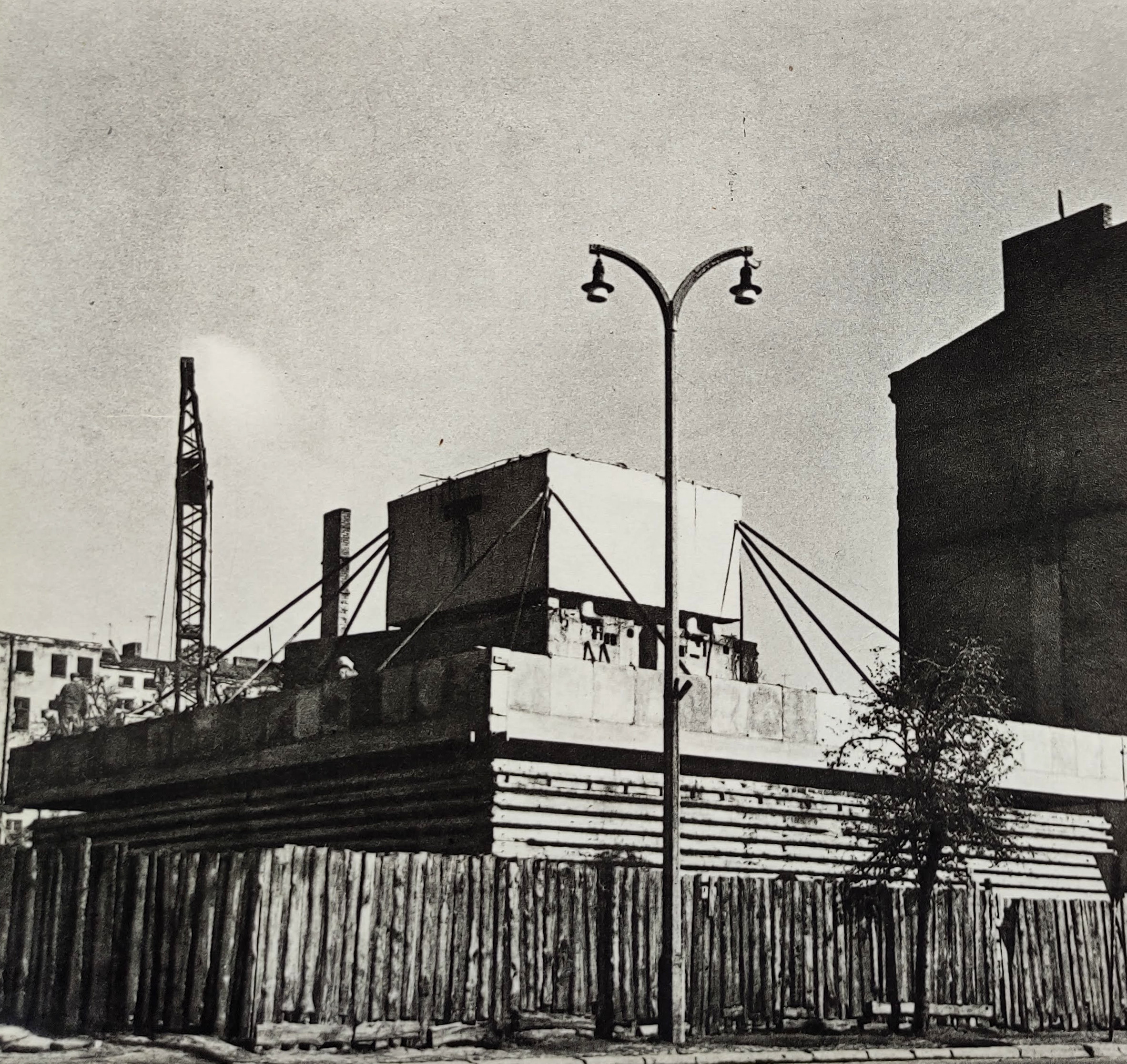
Budowa trzonolinowca, jesień 1964
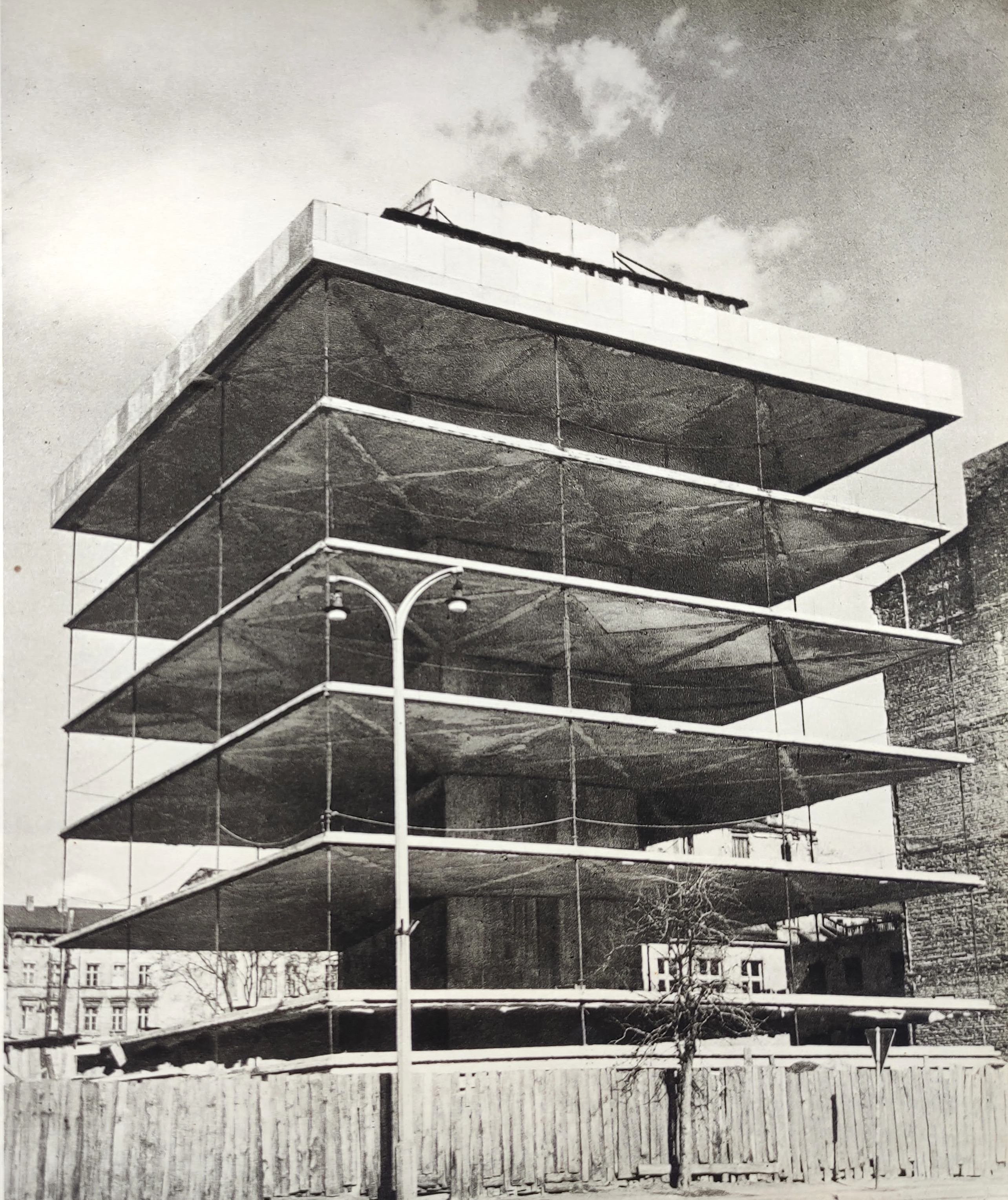
Budowa trzonolinowca, wiosna 1965

## Stan techniczny budynku
Po nakazie PINB z 26 stycznia 2023, wspólnota mieszkaniowa zleciła opracowanie opinii stanu technicznego elementów konstrukcyjnych budynku. Zarządca nieruchomości zwołał pilne zebranie wspólnoty mieszkaniowej na dzień 31 lipca 2023, gdyż ekspertyza, otrzymana przezeń 24 lipca 2023 zaleca jak najszybsze opróżnienie budynku, ewakuację pozostających w nim mieszkańców, zabezpieczenie terenu, opracowanie projektu naprawy lub rozbiórki budynku. Jednak już 27 lipca PINB stwierdził, że ekspertyza jest nierzetelna, gdyż w ogóle nie spełnia warunków ekspertyzy, a konkluzja nakazująca opuszczenie budynku przedwczesna.
W lutym 2024 naukowcy z Wydziału Budownictwa Lądowego i Wodnego Politechniki Wrocławskiej przedstawili wyniki badań z których wynika, że wymagany jest remont głęboko ingerujący w strukturę budynku, m.in. naprawa korodujących lin nośnych. Ponadto stwierdzono, że elementy konstrukcyjne są przeciążone i najpóźniej do końca lipca 2024 konieczne będzie wykwaterowanie lokatorów.
31 lipca 2024 budynek został opuszczony przez ostatniego lokatora. Planowany remont ma być zakończony w roku 2027.